# Giorgio Nardone

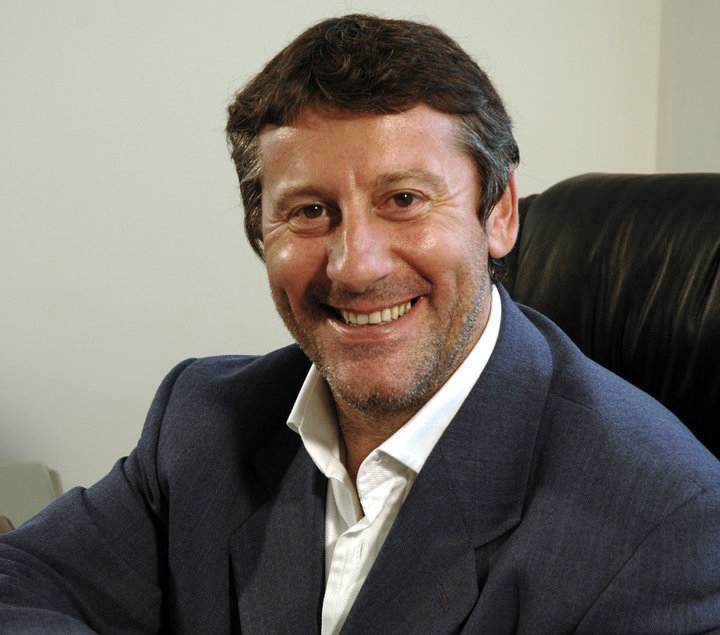
Giorgio Nardone, 2013

Giorgio Nardone (* 13. September 1958 in Arezzo) ist ein italienischer Psychologe und Psychotherapeut.
1987 gründete er zusammen mit  Paul Watzlawick das Centro di Terapia Strategica (Zentrum für strategische Therapie) in Arezzo. Er ist Dozent für Technik der Kurzzeittherapie innerhalb der postgradualen Ausbildung in Klinischer Psychologie an der  Universität Siena und Autor zahlreicher Schriften, die in mehrere Sprachen übersetzt wurden und dem breiten Publikum gewidmet sind.

## Stationen seiner Arbeit
Giorgio Nardone studierte Philosophie an der Universität Siena, wo er auch promoviert wurde. An diesem Institut führte er im Anschluss seine Forschungsarbeiten mit der Untersuchung der Epistemologie klinischer Psychologie und unterschiedlicher Therapiemodelle fort („Lo studio dell’epistemologia della psicologia clinica e dei vari modelli di psicoterapia“).
Nardone interessierte sich sehr für die Studien und Theorien der Schule von Palo Alto, auch Palo-Alto-Gruppe genannt. Sein besonderes Augenmerk lag dabei auf den Werken von Paul Watzlawick, Don D. Jackson, Janet H. Beavin,  John H. Weakland und der Gruppe des  Mental Research Institutes (MRI). 1982 stellt er einen Antrag auf ein Auslandsstipendium und verbringt ein Jahr mit den Forschern am MRI, dessen Ansatz im Studium des Geistes und des problem solving sich nicht auf eine medizinische oder psychiatrische Tradition stützte, sondern dem Ansatz der Logik, der Anthropologie, der Philosophie und dem Studium der Kommunikation entsprang. Nach seiner Rückkehr nach Italien spezialisierte er sich in Psychologie. Weiterhin verbrachte er mehrere Monate im Jahr in Palo Alto, wobei er anfing, seine dort erworbene Kenntnisse an italienische Verhältnisse anzupassen.
In dieser Zeit begann seine Zusammenarbeit mit Paul Watzlawick. 1987 gründeten sie gemeinsam das Centro di Terapia Strategica (das italienische Mental Research Institute) in Arezzo und zwei Jahre später die Schule für strategische Therapie. Zusammen entwickelten sie auch die strategische Kurztherapie, die zu einer psychotherapeutischen Ausrichtung wurde. Diese Therapieform resultierte aus unterschiedlichen Ansätzen wie beispielsweise der Kybernetik zweiter Ordnung, der  konstruktivistischen Philosophie, der  Systemischen Therapie, der Hypnotherapie  Milton Ericksons, dem strategischen Ansatz des MRI in Palo Alto sowie der Kunst der  Strategeme des antiken Chinas. Das Innovative an der strategischen Kurztherapie bestand in der Erstellung von spezifischen Behandlungsprotokollen für die unterschiedlichen Pathologien.

## Therapieansatz
Seinen Therapieansatz zur strategischen Kurztherapie beschreibt Nardone zum ersten Mal in The Art of Change: Strategic Therapy and Hypnotherapy Without Trance (1990), das er zusammen mit Paul Watzlawick verfasst hat (die dt. Ausgabe erschien 1994 im Hans Huber Verlag unter dem Titel Irrwege, Umwege und Auswege). Die philosophische Grundlage findet diese Therapie – wie schon erwähnt – im (radikalen)  Konstruktivismus: Man geht hier davon aus, dass der Mensch sich selbst seine Realität aufbaut und somit auch die Art festlegt, wie dieses Konstrukt gestört werden kann. Das Prinzip lautet: Jeder Mensch hat ein eigenes Wahrnehmungssystem der Realität und reagiert demzufolge ganz individuell auf diese. Die Herausarbeitung dieses Systems von Wahrnehmung/Reaktion des Patienten ist einer der ersten Schritte in der Therapie.
Wie der  systemische Ansatz, orientiert sich die strategische Therapie am Hier und Jetzt und nicht an der Vergangenheit des Patienten, wie es bei Therapien mit  psychodynamischer Ausrichtung der Fall ist. Man sucht nicht nach dem vermeintlichen Grund des Problems, da man bei diesem Ansatz davon ausgeht, dass das Wissen darum weder das Symptom, noch die allgemein aufgezeigten Probleme des Patienten behebt. Im Gegensatz dazu versucht man herauszufinden, was der Patient bis dahin entwickelt hat, um sein Problem zu lösen. Aus diesen „versuchten Lösungen“ lässt sich herausarbeiten, was eine Veränderung verhindert. Betrachtet man beispielsweise einen Menschen, der an Agoraphobie leidet, so ist dessen Lösung des Problems, sich ins Haus zu schließen und nicht mehr vor die Tür zu treten. Der Patient selbst, egal welches Symptom er nun hat, hält die eigene Lösung natürlich für wirksam. Vielleicht hat sie sich in der Vergangenheit auch schon mal als wirksam erwiesen oder hat ihm ganz einfach geholfen, es zu vermeiden, das Problem anzugehen. Doch, indem er an diesen ineffizienten Lösungen festhält, hält er tatsächlich das Problem aufrecht.
Nachdem das System Wahrnehmung/Reaktion des Betreffenden sowie dessen Lösungsansätze erarbeitet sind, werden ihm „Aufgaben“ verschrieben, die der Patient sehr gewissenhaft ausführen muss. Um sich seiner Mitarbeit sicher zu sein, verwendet man in der Therapie eine suggestive Sprache, die sich an die Hypnotherapie nach Milton Erickson anlehnt.
Die Verschreibungen oder Strategien mögen seltsam, bizarr oder paradox anmuten, doch es handelt sich dabei niemals um etwas Unmoralisches, Gefährliches oder mit Kosten Verbundenes. Die Vorstellung, die hier zugrunde liegt, ist das Erschaffen einer „korrektiven emotionalen Erfahrung“, wie sie 1946 von dem Psychoanalysten Franz Alexander in seinem Buch Psychoanalytic Therapy: Principles and Application (Ronald Press) beschrieben wird. Kurz gesagt wird der Patient durch die Anwendung der vorgeschriebenen Strategie erst auf emotionaler, dann auf kognitiver Ebene in die Lage versetzt, eine neue, andere Realität zu erproben, als die, die er sich bis dahin aufgebaut hatte. Diese Erfahrung wird zum Ausgangspunkt für einen Wandel und somit für die Lösung seines Problems. Es wird also nicht nur das Symptom geheilt, sondern man arbeitet bis zu dem Punkt, an dem der Betroffene eine tiefere Veränderung der Wahrnehmung und damit der Reaktion entwickelt.
Wie der Name „Kurztherapie“ schon sagt, ist die Behandlungszeit einer Therapie verhältnismäßig kurz (unter 20 und durchschnittlich 7 Sitzungen). Mit Ausnahme des zweiten, der im Abstand von einer Woche erfolgt, finden die Termine im 2-Wochen-Rhythmus statt. Ist das Problem bereits gelöst, folgen Follow-ups mit ein bis zwei Monaten Abstand voneinander. Jede Sitzung hat eine im Voraus festgelegte Dauer, die sich im Rahmen von 20 bis 50 Minuten bewegt. In jedem Fall ist die Therapie auf den einzelnen Patienten und seine Besonderheiten zugeschnitten.
Die internen Studien des Zentrums belegen der Therapie eine Erfolgsquote von 86 %. Dennoch ist die häufigste Kritik an dieser Therapie die, dass der strategische Ansatz oberflächlich und ausschließlich symptomatologisch und außerdem nicht in der Lage sei, einen radikalen und dauerhaften Wandel zu erzeugen.

## Centro di Terapia Strategica – das Therapiezentrum
Am Centro di Terapia Strategica, das Nardone zusammen mit Paul Watzlawick gegründet hat, werden  psychische Störungen sowohl therapiert, als auch erforscht. Seine Prägung erhält es hauptsächlich durch Nardones empirisches Studium der Psychotherapie, bei dem er die unterschiedlichen Strategien seines Ansatzes nach Wirkung und Effizienz auswertet.
An das Zentrum schließen sich ca. 100 Praxen in Italien und weitere in Europa, Amerika und Australien an. Neben der Therapie leisten diese Praxen zusätzlich einen Beitrag, die Forschung des Zentrums voranzutreiben.

## Associazione Nardone-Watzlawick onlus – die Nardone-Watzlawick-Gesellschaft
2007 entsteht die Associazione Nardone-Watzlawick (die Nardone-Watzlawick-Gesellschaft), eine Einrichtung mir Hauptsitz in Arezzo, die kostenlos psychotherapeutische, rehabilitative sowie beratende Dienste anbietet. Hier arbeiten in strategischer Kurztherapie ausgebildete Psychologen, Psychotherapeuten und Berater als Non-Profit.

## Veröffentlichungen
- G. Nardone: Brief Strategic Therapy of Phobic Disorders: A model of Therapy and Evaluation Research 1988, in Propagations, J.H Weakland - W. A. Ray Editors, The Haworth Press Inc., New York 1995.
- G. Nardone, Paul Watzlawick: The Art of Change: Strategic Therapy and Hypnotherapy Without Trance. Jossey - Bass, San Francisco, USA 1990.
  - Dt. Ausgabe: Irrwege, Umwege und Auswege. Hans Huber Verlag, Bern 1994. ISBN 3-456-82478-5.
- G. Nardone: Suggestione + Ristrutturazione = Cambiamento. L'approccio strategico e costruttivista alla terapia breve. Giuffrè, Mailand 1991.
- G. Nardone: Paura, Panico, Fobie. Ponte alle Grazie, Florenz 1993, ISBN 88-7928-069-4.
  - Dt. Ausgabe: Systemische Kurztherapie bei Zwängen und Phobien. Hans Huber Verlag, Bern 1997. ISBN 3-456-82864-0.
- G. Nardone: Manuale di Sopravvivenza per psico-pazienti. Ovvero come evitare le trappole della psichiatria e della psicoterapia. Ponte alle Grazie. Florenz 1994. ISBN 88-7928-264-6.
- G. Nardone, A. Fiorenza: L'intervento strategico nei contesti educativi; comunicazione e problem solving nei contesti educativ. Giuffrè, Mailand 1995. ISBN 88-14-05434-7.
- Paul Watzlawick, Giorgio Nardone (Hrsg.): Terapia breve strategica. Raffaello Cortina Editore, Mailand 1997, ISBN 88-7078-471-1.
  - Dt. Ausgabe: Kurzzeittherapie und Wirklichkeit. Piper, München/Zürich 1999, ISBN 3-492-23395-3; Ungekürzte Taschenbuchneuausgabe: Piper TB 7399, München / Zürich 2012, ISBN 978-3-492-27399-2.
- G. Nardone: Psicosoluzioni. Rizzoli, Mailand 1998, ISBN 88-17-11840-0.
- G. Nardone, T. Verbitz, R. Milanese: Le prigioni del cibo - Vomiting Anoressia Bulimia:La terapia in tempi brevi. Ponte alle Grazie, Mailand 1999, ISBN 88-7928-464-9.
  - Dt. Ausgabe: Systemische Kurztherapie bei Ess-Störungen. Hans Huber Verlag, Bern 2003, ISBN 3-456-83961-8.
- G. Nardone: Oltre i limiti della paura. Rizzoli, Mailand 2000, ISBN 88-17-86486-2.
- G. Nardone, R. Milanese, R. Mariotti, A. Fiorenza: La terapia dell'azienda malata. Ponte alle Grazie, Mailand 2000, ISBN 88-7928-464-9.
- G. Nardone, E. Giannotti, R. Rocchi: Modelli di famiglia. Ponte alle Grazie, Mailand 2001, ISBN 88-5021-206-2.
- C. Loriedo, G. Nardone, P. Watzlawick, J. K. Zeig: Strategie e stratagemmi della Psicoterapia. Franco Angeli, Mailand 2002, ISBN 88-464-3422-6.
- M. Rampin, G. Nardone: Terapie apparentemente magiche. Mc Graw-Hill, Mailand 2002, ISBN 88-386-2759-2.
- G. Nardone, F. Cagnoni: Perversioni in rete, le psicopatologie da internet e il loro trattamento. Ponte alle Grazie, Mailand 2002, ISBN 88-7928-600-5.
- G. Nardone: Den Tiger reiten, Strategische Kurztherapie für zwangsneurotische Patienten. In: Psychotherapie im Dialog (PID). Thieme Verlagsgruppe, 4. Jg., Bd. 3, 2003, S. 2–5.
- G. Nardone: Al di là dell'amore e dell'odio per il cibo. SUPERBUR Rizzoli, Mailand 2003, ISBN 88-1710-106-0.
- G. Nardone: Cavalcare la propria tigre. Ponte alle Grazie, Mailand 2003, ISBN 88-7928-639-0.
- G. Nardone: Non c'è notte che non veda il giorno. Ponte alle Grazie, Mailand 2003, ISBN 88-7928-622-6.
- G. Nardone, P. Watzlawick: Brief Strategic Therapy. Jason Aronson a division of Rowman & Littlefield Publishers Inc., Maryland, USA 2005, ISBN 0-7657-0280-0.
- G. Nardone, A. Salvini: Il dialogo strategico. Ponte alle Grazie, Mailand 2004, ISBN 88-7928-726-5.
- G. Nardone, M. Rampin: La mente contro la natura. Ponte alle Grazie, Mailand 2005, ISBN 88-7928-748-6.
- G. Nardone: Correggimi se sbaglio. Ponte alle Grazie, Mailand 2005, ISBN 88-7928-768-0.
- G. Nardone, C. Portelli: Knowing Through Changing, The Evolution of Brief Strategic Therapy. Crown House Publishing, Carmarthen UK 2005, ISBN 1-84590-015-4.
- G. Nardone, C. Loriedo, J. Zeig, P. Watzlawick: Ipnosi e terapia ipnotiche. Ponte alle Grazie, Mailand 2006, ISBN 88-7928-820-2.
- G. Nardone: La dieta paradossale. Ponte alle Grazie, Mailand 2007, ISBN 978-88-7928-914-6.
- G. Nardone: Cambiare occhi toccare il cuore. Ponte alle Grazie, Mailand 2007, ISBN 978-88-7928-866-8.
- G. Nardone: Solcare il mare all'insaputa del cielo. Ponte alle Grazie, Mailand 2007, ISBN 978-88-7928-998-6.
- G. Nardone: Pirouetten im Supermarkt – Strategische Interventionen für Therapie und Selbsthilfe. Carl-Auer, Heidelberg 2007, ISBN 978-3-89670-600-3.
- S. Sirigatti, C. Stefanile, G. Nardone: Le scoperte e le invenzioni della psicologia. Ponte alle Grazie, Mailand 2008.
- G. Nardone: Problem Solving Strategico da tasca. Ponte alle Grazie, Mailand 2009, ISBN 978-88-6220-080-6.